# Söderfjärden
Koordinaten: 63° 0′ 23,3″ N, 21° 34′ 28,6″ O
Söderfjärden ist der Name der Ebene eines Einschlagkraters 10 Kilometer südlich der Stadt Vaasa in der finnischen Region Österbotten am Bottnischen Meerbusen. Der westliche Teil gehört zur Gemeinde Vaasa, der östliche zur Gemeinde Korsholm.
Der aus dem Proterozoikum stammende Krater hat ein Alter von mindestens 640 Millionen Jahren, einen maximalen Durchmesser von 6,6 km und eine maximale Tiefe von 300 m. Er ist aufgefüllt mit kambrischem Sandstein. Nur der äußere Rand ist noch sichtbar. Es gibt auch eine verschüttete zentrale Erhebung.
Nach dem Anstieg des Meeresbodens der Ostsee durch die postglaziale Landhebung wurde Söderfjärden ein Feuchtgebiet, das aber in den 1920er-Jahren trockengelegt wurde. Heute wird es landwirtschaftlich genutzt und ist aus der Luft deutlich sichtbar als ein großes, kreisförmiges Feld. Dies macht Söderfjärden einzigartig unter anderen bekannten Impakt-Strukturen in Finnland, die zumindest teilweise unter Wasser liegen.
Söderfjärden ist das nördlichste größere Rastgebiet des Graukranichs in Europa.